# 文化穆斯林
文化穆斯林，或世俗穆斯林，自由派穆斯林，是指不遵守教义的，世俗的或不信教却因为家庭背景、个人经历或社会文化环境而依然认同穆斯林文化的人，只是統計數字上的信徒。这种现象在欧洲、中亚、北美、南亚和西亚部分地区存在。傳統伊斯蘭教法不承認文化穆斯林的概念，原因是指他們一邊自稱穆斯林卻一邊否認真主，視其為叛教或偽信者。

## 定义
在中亚和前共产主义国家，这个词是用来形容那些希望他们的“穆斯林”身份与这些国家和民族的仪式有关，而不是仅仅与宗教信仰有关的人群。
马利兹·鲁思文（2000年）曾讨论过“文化上的穆斯林”与“名义上的穆斯林”两个术语，译文如下：

然而，“穆斯林”的次要含义可能会逐渐变为首要含义。一个穆斯林是由一个穆斯林父亲所生的，这取决于他或她父母的宗教身份，而不必认同与宗教有关的信条与实践，就像一个不注重塔纳赫和哈拉卡的犹太人会认同他或她的犹太身份一样。在非穆斯林社会里，这样的穆斯林会认同也会被赋予世俗的身份。波斯尼亚的穆斯林人是奥斯曼帝国统治下皈依伊斯兰教的斯拉夫人后裔，他们并不是因为礼拜、禁酒、隔离妇女等世界其它地区与有信仰的穆斯林相关的社会实践而著称的。在前南斯拉夫共产主义政权下，为了将他们从信东正教的塞尔维亚族和信天主教的克罗地亚族中区分出来，他们被官方冠以了穆斯林的民族身份。“穆斯林”的标签显示了他们的族群效忠，但不一定是他们的宗教信仰。在这有限的上下文（这可能适用于欧洲和亚洲的其他穆斯林少数民族）里，穆斯林和无神论者或不可知论者之间可能没有矛盾，正如有犹太无神论者和犹太不可知论者一样......应当指出，穆斯林的这种世俗定义（有时使用术语文化穆斯林或名义穆斯林）还是饱受争议的。

文化穆斯林将伊斯兰文化传统或思维方式内化为观念。这个群体在行为模式、价值观念、政治意见和宗教观点等方面是多种多样的。但他们保留了一套共有且与历史和记忆相关的“情感的交流或体系”。关于文化穆斯林的概念，也有人将其认定为“一个在伊斯兰宗教团体中没有被普遍接受的不虔诚的穆斯林”。

## 人口统计
根据WIN/GIA的笃信宗教和无神论全球指数项目，非信教穆斯林比例最高的国家是土耳其（73％），阿塞拜疆（51％）和黎巴嫩（33％）。